# 二本松嘉瑞
二本松嘉瑞（1922年4月9日—）是一名日本的電影導演。

## 生平
早稻田大學畢業之後在1948年加入松竹大船攝影所。曾擔任過木下惠介、黑澤明的導演助理。
1960年前往美國好萊塢學習特效合成技術，1964年正式成為導演，但其導演作品不多。

## 導演助手時代
- 回到美國故鄉（1951年，導演：木下惠介）
- 少年期（1951年，導演：木下惠介）　※也在此片出演角色：倉木先生
- 白痴（1951年，導演：黑澤明）
- 兒子的青春（1952年，導演：小林正樹）

## 電影導演作品
- 戀人（1964年）
- 惡作劇的天才（1965年）
- 宇宙大怪獸基拉拉（1967年）
- 昆蟲大戰爭（1968年）

## 外部連結
- 二本松嘉瑞（页面存档备份，存于）
- 二本松嘉瑞 - goo映画（页面存档备份，存于）